# ويليام بيتي (سياسي)
ويليام بيتي هو سياسي أمريكي، ولد في 1787 في Stewartstown, County Tyrone ‏ في المملكة المتحدة، وتوفي في 12 أبريل 1851. نشط حزبياً في الحزب الديمقراطي. وقد انتخب عضو مجلس نواب بنسيلفانيا ‏ وانتخب عضو مجلس النواب الأمريكي ‏.